# Potton (Quebec)
Potton es un municipio-cantón de la provincia de Quebec, Canadá. Está ubicado en el municipio regional de condado de Memphrémagog y a su vez, en la región administrativa de Estrie. Hace parte de las circunscripciones electorales de Brome-Missisquoi a nivel provincial y de Brome-Missisquoi a nivel federal.

## Geografía
Potton se encuentra ubicada en las coordenadas 45°05′00″N 72°22′00″O / 45.08333, -72.36667. Según Statistique Canada, tiene una superficie total de 261.78 km² y es una de las 1135 municipalidades en las que está dividido administrativamente el territorio de la provincia de Quebec.

## Demografía
Según el censo de Canadá de 2011, había 1849 personas residiendo en este cantón con una densidad de población de 7,1 hab./km². Los datos del censo mostraron que de las 1790 personas en 2006, en 2011 el cambio poblacional fue de 59 habitantes (3.3%). El número total de inmuebles particulares resultó de 1757 con una densidad de 6.71 inmuebles por km². El número total de viviendas particulares que se encontraban ocupadas por residentes habituales fue de 875.